# 도촌동
도촌동(島村洞)은 대한민국 경기도 성남시 중원구의 행정동이자 법정동이다. 성남이천로를 통해 경기도 광주시 직동과 접한다.

## 개요
도촌동이라는 이름은 마을 앞과 뒤에 하천이 있어서 마치 섬처럼 생겼다 하여 ‘섬말’이라 칭한데 유래 되었다. 여수동은 이곳에 처음 정착하였다는 김윤탁(金允濯)이 마을 앞의 개울이 유난히 맑고 깨끗하다 하여 천자문에 나오는 글귀를 인용, 금생 여수(金生麗水)라 칭한데서 유래하였다고 하여 일명 여수울이라고 한다. 갈현동의 유래는 ‘갈마치고개’에서 유래한다. 고개 밑이 됨으로 '갈마치' 또는 '갈현'이라 칭한다. 그런데 갈현에 대하여는 두 가지 설이 있다. 옛날부터 칡이 많으므로 갈현이라는 설과 옛날 선비들이 과거 보러 갈 때 물을 먹여 말의 갈증을 풀어 주고 떠났다고 하여 갈마치 또는 갈현이라 하는 것이다. 2000년 10월 18일 행정동 명칭을 여수동에서 하대원동으로 변경하였고, 2007년 12월 13일 하대원동에서 분동하여 도촌동이 설치 되었고, 도촌, 여수, 갈현동의 3개 법정동 행정을 관리하게 되었다.

## 법정동
- 도촌동
- 여수동(麗水洞)
- 갈현동(葛峴洞)

## 교육
- 도촌초등학교
- 도촌중학교
- 성남여수초등학교

## 주요 기관
- 경기도성남교육청
- 근로복지공단 성남지사
- 성남소방서

## 아파트
| 단지명                     | 건설사                | 시행사           | 주소 | 입주        | 비고     |  |
| -------------------------- | --------------------- | ---------------- | ---- | ----------- | -------- |  |
| 엘에이치 동분당 포레스트   | 대동이엔씨㈜          | 대한주택공사     |      | 2007년 12월 |          |  |
| 섬마을 2단지 휴먼시아      | 남광토건              | 대한주택공사     |      | 2008년 2월  | 국민임대 |  |
| 섬마을 4단지 휴먼시아      | 이수건설              | 대한주택공사     |      | 2008년 2월  | 국민임대 |  |
| 섬마을 8단지 휴먼시아      | 계룡건설산업          | 대한주택공사     |      | 2008년 2월  | 국민임대 |  |
| 섬마을 9단지 휴먼시아      | 한신공영              | 대한주택공사     |      | 2008년 2월  | 국민임대 |  |
| 엘에이치 동분당 퍼스트     | 신창건설㈜            | 한국토지주택공사 |      |             |          |  |
| 엘에이치 동분당 센트럴파크 | 범양건영 대방건설㈜   | 한국토지주택공사 |      |             |          |  |
| 여수 연꽃마을 4단지        | 금호산업              | 한국토지주택공사 |      |             |          |  |
| 여수 센트럴타운            | 남광토건 태평양개발㈜ | 한국토지주택공사 |      |             |          |  |
| 엘에이치 동분당 파크뷰     | 진흥기업              | 한국토지주택공사 |      |             |          |  |
| 여수 산들마을 2단지        | 케이알산업㈜          | 한국토지주택공사 |      |             |          |  |